# Saikaibashi
Die Saikaibashi (jap. 西海橋, dt. „Westmeerbrücke“) ist eine Bogenbrücke im Stadtgebiet von Sasebo in der Präfektur Nagasaki auf der Insel Kyūshū in Japan.
Die Brücke war bei Baubeginn 1951 die drittgrößte Bogenbrücke der Welt. Im Oktober 1955 wurde sie fertiggestellt und im Monat darauf zur Nutzung als mautpflichtige Strecke (有料道路橋, yūryōdōrobashi) freigegeben. Seit der Fertigstellung der Brücke über die Hario-Meerenge, die die Ōmura- mit der Sasebo-Bucht verbindet, ist es die kürzeste Verbindung zwischen Sasebo und der Nishisonogi-Halbinsel.

## Spezifikation
- Struktur Format: frei tragende Stahlfachwerk-Bogenbrücke mit oben liegender zweispuriger Fahrbahn
- Brückenlänge: 316,26 Meter (Bogenspannweite: 216 m)
- Fahrbahnbreite: 7,5 m
- Nutzung: Fahrbahn der Nationalstraße 202 zwischen Fukuoka und  Nagasaki

## Baugeschichte
1941 wird der Plan zum Bau durch den Ausbruch des Zweiten Weltkrieges eingefroren. Im Juni 1950 wird die Planung wieder aufgenommen und die Baukosten werden neu ermittelt.  Ein Großteil der Finanzierung erfolgte durch die Vereinigten Staaten, die seit der Besetzung von Japan zu dieser Zeit verantwortlich waren. Im November 1951 erfolgte der erste Spatenstich, im Oktober 1955 dann die Fertigstellung.
Am 1. Dezember 1955 wurden die Mautstellen eröffnet. 1956 übernahm die staatliche japanische Autobahngesellschaft den Betrieb, und das Management wurde dem  Ministerium für Bauwesen übergeben. Am 1. April 1970 wurde die Nationalstraße 202 eingeweiht und ab 1. März 1970 war die Brücke ohne Gebühren befahrbar. Die Gesamtkosten des Projekts betrugen zu der damaligen Zeit rund 550 Mio. ¥.  
Die Brücke ist das Wahrzeichen der Stadtregion und heute ein beliebtes Touristenziel. 